# Aleksander Naumow
Aleksander Naumow (ur. 6 lipca 1949 w Ornecie) – slawista literaturoznawca, paleoslawista i cerkiewista, mediewista, historyk kultury. Profesor Uniwersytetu Jagiellońskiego i Universita' Ca' Foscari w Wenecji, obecnie związany z  Akademią Supraską. Prowadzi badania nad piśmiennictwem cerkiewnosłowiańskim i kulturą prawosławia. Jest redaktorem serii „Krakowsko-Wileńskie Studia Slawistyczne” (Kraków) i „Biblioteki Duchowości Europejskiej” (Gniezno, obecnie Kraków).
W 2020 roku został laureatem nagrody artystycznej marszałka woj. podlaskiego za „działalność na rzecz upowszechniania kultury Podlasia w kraju i za granicą".

## Wybrane publikacje
- Apokryfy w systemie literatury cerkiewnosłowiańskiej (książka będąca przeróbką obronionego w 1974 roku doktoratu)
- Biblia w strukturze artystycznej utworów cerkiewnosłowiańskich (1983)
- Dar słowa. Ze starej literatury serbskiej (1984)
- Pasterze wiernych Słowian. Święci Cyryl i Metody (1985)
- Wiara i historia. Z dziejów literatury cerkiewnosłowiańskiej na ziemiach polsko-litewskich (1996)
- Domus divisa. Studia nad literaturą ruską w I Rzeczypospolitej (2002)
- Distretti del sapere nell'Europa dell'Est (2003, współautor)
- Idea-immagine-testo. Studi sulla letteratura slavo-ecclesiastica.(2004)
- Rękopisy cerkiewnosłowiańskie w Polsce. Katalog (2002, 2004)
- Święty Benedykt w tradycji chrześcijaństwa Zachodu i Wschodu (2006), współautor
- Franciszek Skoryna z Połocka – życie i pisma (2007), współautor.
- Staro i novo. Studije o književnosti pravoslavnih Slovena (2009)
- Prawosławie w dziejach Słowian do końca wieku XVIII, Fundacja im. Księcia Konstantego Ostrogskiego, Białystok 2021, ss. 64 (2021)[5]

## Odznaczenia
- Krzyż Oficerski Orderu Odrodzenia Polski (2025)[6]